# Ascetismo (filosofia)
O ascetismo ou asceticismo é uma filosofia de vida na qual se realizam certas práticas visando ao desenvolvimento espiritual. Muitas vezes, essas práticas consistem no refreamento dos prazeres mundanos e na austeridade.
Aquelas que praticam um estilo de vida austero definem suas práticas como virtuosas e perseguem o objetivo de adquirir uma grande espiritualidade. Muitos ascéticos acreditam que a purificação resultante do corpo com a prática ascética ajuda a purificação da alma, a compreensão acerca de uma divindade ou a encontrar a paz interior. Tais objetivos também poderiam ser obtidos com a automortificação, rituais, ou uma severa renúncia ao prazer. Ascéticos defendem que essas restrições autoimpostas trazem grande liberdade em várias áreas de suas vidas, tais como aumento das habilidades para pensar limpidamente e para resistir a potenciais impulsos destrutivos.

## Etimologia
O substantivo "ascetismo" deriva do termo grego antigo áskesis (prática, treinamento ou exercício, de cunho espiritual). Originalmente, era associado com qualquer forma de disciplina ou filosofia prática. Modernamente, além deste sentido mais geral, o termo ascetismo também se refere mais especificamente a alguém que pratica uma renúncia ao mundo com objetivo de adquirir um alto intelecto e espírito.
Muitos guerreiros e atletas, na sociedade grega antiga, utilizaram a disciplina áskesis para conseguir uma melhor forma corporal e graça. A forma de vida, a doutrina, ou os princípios de alguém que se engaja no áskesis são classificados como asceticismo.

## "Ordinário" versus "extraordinário"
Max Weber fez uma distinção entre os asceticismo innerweltliche e ausserweltliche, que significam, respectivamente, "dentro do mundo" e "fora do mundo". E. Carvalho traduziu isto como "ordinário" e "extraordinário" (alguns tradutores usam "mundo interior", mas isto tem diferentes conotações no português e não é o que Weber tinha em mente).
O ascetismo "extraordinário" refere-se a pessoas que desistem do mundo para viver uma vida ascética (o que inclui os monges que vivem comunitariamente em monastérios, bem como os ermitões que vivem sozinhos). O asceticismo "ordinário" refere-se a pessoas que vivem vidas ascéticas mas não se retiram do mundo.
Weber utilizou esta distinção no contexto da Reforma Protestante. Mais tarde, o conceito foi secularizado. Assim, o conceito pertence a ambos os domínios: religioso e não religioso.
David McClelland sugeriu que o asceticismo ordinário se restringe a agir contra alvos pré-identificados como prazeres que distraem pessoas em relação a alguma inspiração divina: essa pessoas poderiam, então, aceitar prazeres que não sejam distracionistas. Como exemplo, ele apontou que quacress têm, historicamente, se objetado a usar roupas coloridas, apesar de que, mesmo sem cores, as roupas dos quacres são feitas de matérias muito caras. As cores foram consideradas distracionistas, mas o material não. Os amish usam critérios similares para tomarem decisões sobre que tecnologias modernas podem usar e quais devem evitar.

## Motivação religiosa
O asceticismo é muito associado com monges, iogues ou sacerdotes. Entretanto, qualquer indivíduo pode escolher levar um vida ascética. Lao Zi, Sidarta Gautama, Mahavira, Santo Antão, Francisco de Assis, Mahatma Gandhi e Augustine Baker podem ser considerados ascetas. Muitos deles deixaram as suas famílias, posses, e lares para viver uma vida mendicante, e, aos olhos de seus seguidores, demonstram grande espiritualidade, ou iluminação.

### Hinduísmo
Na Índia antiga, havia uma tendência a abandonar o mundo convencional e entrar no ascetismo, ou seja, uma vida de exclusão e renúncia, chamada tyaga ou sannyasa. Este movimento começou nos tempos das Upanixades, refletindo um ideal, e acabou se tornando um problema social. Em resposta, os legisladores Hindus inventaram os ideais de estágios da vida (ashramas). De acordo com este modelo, a pessoa primeiro termina o estágio de brahmacarin - estudante, passando para grihastha - cidadão ativo, e somente depois se retiraria do mundo.
Um exemplo extremo de grihastha são os sadhus, homens santos, que praticam uma forma extrema de automortificação. Suas práticas incluem atos de extrema devoção para uma deidade ou princípio. Tais votos nunca podem ser quebrados. Por exemplo, eles mantêm um braço estendido no ar por um período de meses ou anos. Os tipos particulares de asceticismo variam de um para outro, e de homem santo para homem santo.
- veja também Tapas

### Budismo
O personagem histórico Sidarta Gautama, o Buda, adotou uma vida extremamente ascética após deixar o palácio do seu pai, onde vivia em extremo luxo. Mas, após experimentar o ascetismo, Buda rejeitou o asceticismo extremo como caminho para a libertação do sofrimento (nirvana), e escolheu, em vez disso, um caminho onde satisfaz as necessidades do corpo sem cruzar os limites da luxúria e indulgência. Após abandonar o asceticismo extremo, ele atingiu a iluminação. Este tipo de posicionamento se tornou conhecido como Caminho do Meio e se tornou a base dos princípios da filosofia budista.
Os graus de moderação sugeridos neste caminho do meio variam dependendo da interpretação do budismo. Algumas tradições enfatizam a vida ascética mais do que outras.
O estilo de vida básico de um praticante budista (bico, monge, ou bicunim, freira) como descrito no Vinaia Pitaca, foi interpretado como nem excessivamente austero nem hedonista. O monge e a freira são orientados a manterem requisitos básicos da vida (particularmente comida, saúde, roupas e moradia) seguros e saudáveis, sem nunca terem problemas com a doença ou a fraqueza. Embora a vida descrita pelo Vinaya possa parecer difícil, ela deveria ser descrita mais como Espartana do que ascética. Privações para a própria santificação não são louvadas. Realmente, isto pode parecer mais um sinal de vínculo do que uma real renúncia. O objetivo da vida monástica era evitar as preocupações com as circunstâncias materiais da vida e permitir, ao monge ou freira, a possibilidade de se engajar na prática religiosa. Para este fim, ter poucas posses é mais aconselhável do que não ter nenhuma.
Inicialmente, o Buda rejeitou algumas práticas especificas de ascetismo que alguns monges queriam seguir. Estas práticas — tais como dormir no chão em locais de cremação e cemitérios, usar apenas trapos etc. — foram consideradas inicialmente como muito extremas, contrárias aos valores sociais da comunidade, e criando uma competição de austeridade entre os monges. A despeito da proibição, há registros no Tripitaca de que estas práticas (conhecidas como práticas de Dhutanga, ou em tailandês como thudong) eventualmente se tornaram aceitáveis na comunidade monástica. Elas foram registradas por Budagosa em seu Visuddhimagga e mais tarde se tornaram importantes nas práticas da tradição florestal tailandesa.
As tradições Mahayana do budismo receberam um singular código de disciplina que era usado em diversos setores do Theravada. Combinando-se com as variações culturais regionais, tiveram, como resultado, diferentes atitudes em relação ao asceticismo em diferentes áreas Mahayanas pelo mundo. Particularmente notável é a regra em relação ao vegetarianismo empregada na Ásia Oriental, e particularmente na China e Japão. Enquanto os monges Theravada são compelidos a comer tudo que lhes possa dar sustentação, incluindo carne, os monges mahayana na Ásia Oriental são, frequentemente, vegetarianos. No sudeste asiático e no Sri Lanka, monges, geralmente, pedem esmolas nas ruas e comem carne. Já os monges da Ásia Oriental recebem suprimentos alimentares de doadores e são alimentados em uma cozinha localizada no local do templo ou monastério.
Similarmente, há divergência entre as diferentes escrituras e tendências culturais, como a forte ênfase ao asceticismo de algumas práticas Mahayana. O Sutra do Lótus, por sua vez, contém uma história de um bodhisattva que se queimou como uma oferenda à reunião de todos os Budas no mundo. Esta tornou-se uma história símbolo do autossacrifício no mundo Mahayana, provavelmente causando a inspiração da espectacular autocremação do monge Thich Quang Duc durante os idos de 1960, bem como vários outros incidentes.

### Judaísmo
O asceticismo enquanto renúncia ao mundo é completamente rejeitado pelo judaísmo, pois é considerado contrário ao desejo de Deus para o mundo. Segundo a crença judaica, a intenção de Deus é que o mundo seja agradável, nos contextos permitidos. O Talmude diz: "se uma pessoa tem a oportunidade de apreciar uma nova fruta e se recusa, ele prestará contas disto no próximo mundo".
Alguns setores do cristianismo, influenciados pelo gnosticismo pagão, defendem a tese que o mundo é basicamente mau (visão dualista) e deve ser evitado. Em contraste com o judaísmo, que defende que somente vivendo no mundo e apreciando-o é que o ser ascenderá espiritualmente.
Os escritos principais para o judaísmo estão na Torá.

### Cristianismo
O cristianismo tem, como base para suas doutrinas, a Bíblia. No Novo Testamento escrito pelos apóstolos e discípulos de Jesus, não há nenhuma aprovação ao ascetismo no sentido de renúncia ao mundo:
"Se, pois, estais mortos com Cristo quanto aos rudimentos do mundo, por que vos carregam ainda de ordenanças, como se vivêsseis no mundo, tais como: Não toques, não proves, não manuseies? As quais coisas todas perecem pelo uso, segundo os preceitos e doutrinas dos homens; As quais têm, na verdade, alguma aparência de sabedoria, em devoção voluntária, humildade, e em disciplina do corpo, mas não são de valor algum senão para a satisfação da carne." (Epístola aos Colossenses, capítulo 2, versículos 20 a 23)
Contrariando a ideia de que o sofrimento carnal traz paz espiritual, o apóstolo Paulo de Tarso afirma que tais práticas não produzem real proveito espiritual, mas somente uma breve satisfação pessoal.
O apóstolo João, porém, doutrina que o cristão deve cuidar para não desejar desenfreadamente as coisas deste mundo. Pode usufruí-las, mas não amá-las: 
"Não ameis o mundo, nem o que no mundo há. Se alguém ama o mundo, o amor do Pai não está nele. Porque tudo o que há no mundo, a concupiscência da carne, a concupiscência dos olhos e a soberba da vida, não é do Pai, mas do mundo. E o mundo passa, e a sua concupiscência; mas aquele que faz a vontade de Deus permanece para sempre." (Primeira Epístola de João, capítulo 2, versículos 15 a 17) 
Todo desejo ou impulso carnal deve ser equilibrado pelo cristão:
"Todas as coisas me são lícitas, mas nem todas as coisas convêm. Todas as coisas me são lícitas, mas eu não me deixarei dominar por nenhuma... Todas as coisas me são lícitas, mas nem todas as coisas convêm; todas as coisas me são lícitas, mas nem todas as coisas edificam." (Primeira Epístola aos Coríntios, capítulo 6, versículo 12; capítulo 10, versículo 23)